# 大分銀行赤レンガ館

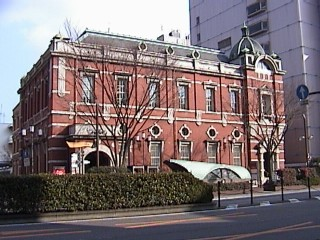
正面(2006年2月7日撮影)

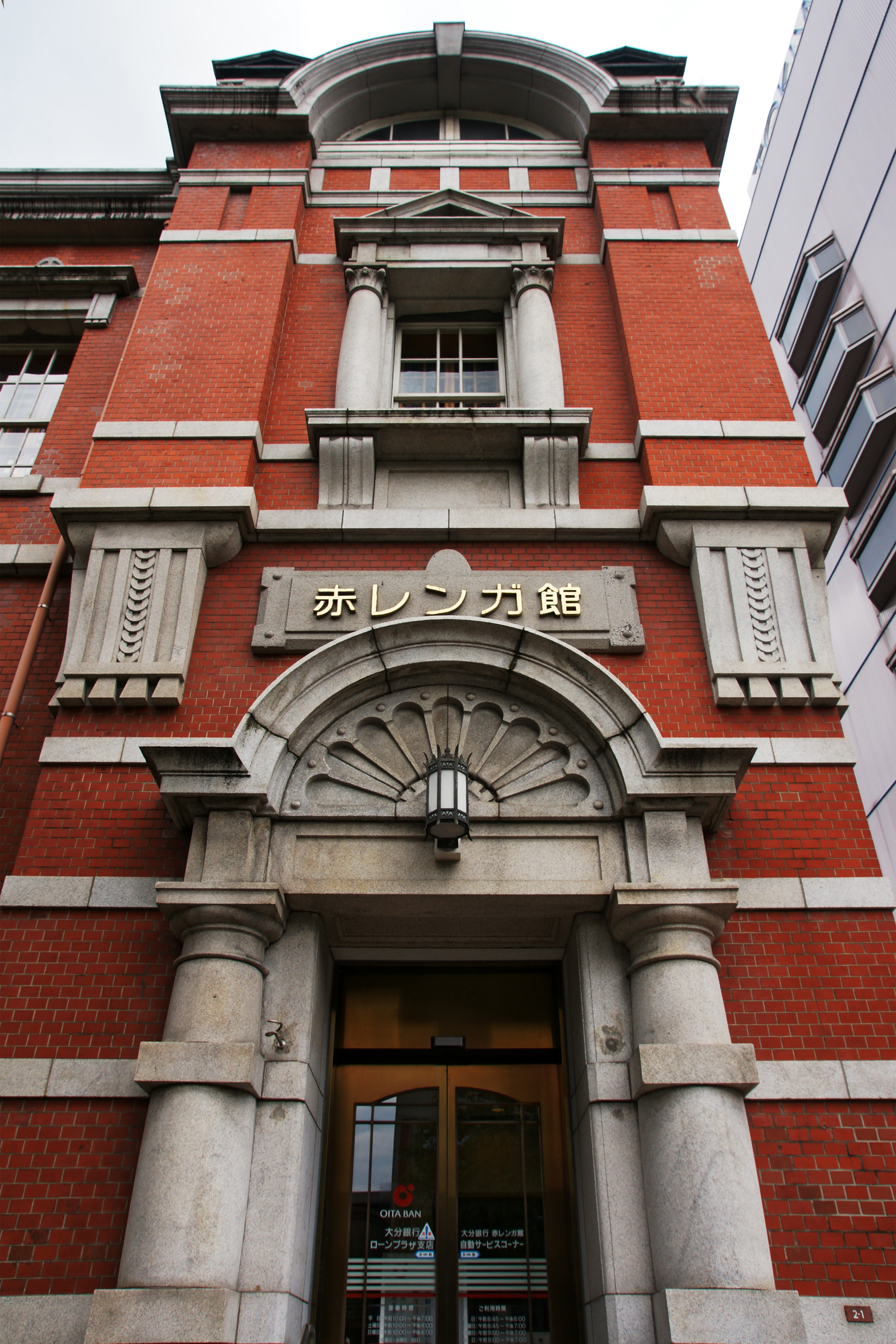
玄関

大分銀行赤レンガ館（おおいたぎんこう あかレンガかん）は、大分県大分市府内町の中央通り沿いにある建築物。1913年（大正2年）に旧第二十三国立銀行本店として建てられた。設計は、東京駅などの設計で知られる辰野片岡建築事務所（辰野金吾・片岡安）。国の登録有形文化財に登録されている。

## 概要
英国から輸入した赤レンガに白い御影石の帯を巡らせ、屋根にドームを配した典型的ないわゆる「辰野式」の建築であり、大分市中心部に残る唯一の洋館である。
大正初期から旧第二十三国立銀行本店、旧大分合同銀行本店として使用された。第二次世界大戦末期には空襲で壁のみを残して焼失したものの、戦後修復され、1966年（昭和41年）8月に新本店に移転するまで大分銀行本店として使用され続けた。
本店移転後は、府内会館として貸しホールなどに使われていたが、1980年代には解体し、ガラス張りの商業ビルに建て替える計画が進み基本設計やパースが作成されていた。しかし、株主総会で個人株主から反対意見が出たことから一転、保存されることとなり、大分銀行の創立100周年を記念して改築され、1993年（平成5年）1月に赤レンガ館として竣工。再び銀行業務に用いられることになった。しかし、2015年（平成27年）4月6日にローンプラザ支店が赤レンガ館から移転した後は、実質的に空き店舗となっていた。
2018年（平成30年）3月20日にリニューアルオープンし、大分銀行が設立した県産品を販売する地域商社「Oita Made」や、地場のコーヒー専門店「タウトナコーヒー」が入居している。リニューアルにあたっては、1913年（大正2年）の竣工当時の赤レンガを内装に使用するとともに、1949年（昭和24年）の 改築時に建てられたコンクリートの柱や化粧梁を修復再現した。また、1993年（平成5年）の銀行支店開設時に作られた銀行営業時間の9-15時の間しか目盛りがない大理石の時計を展示している。

## 沿革
- 1910年（明治43年）9月 - 第二十三国立銀行本店として着工[3][5]。
- 1913年（大正2年） - 竣工。
- 1927年（昭和2年） - 第二十三国立銀行が大分銀行と合併して大分合同銀行となり、同銀行の本店となる。
- 1945年（昭和20年）7月 - 大分空襲で内部を焼失。
- 1949年（昭和24年）4月 - 改築竣工。
- 1953年（昭和28年）1月 - 大分合同銀行が大分銀行に商号変更。引き続き大分銀行本店として使用される。
- 1966年（昭和41年）8月 - 本店新築にともない、府内会館として使用される。
- 1993年（平成5年）1月 - 赤レンガ館として改築竣工。BELCA賞を受賞。大分銀行赤レンガ支店となる。
- 2002年（平成14年）3月 - ローン業務専門のローンプラザ支店となる。
- 2015年（平成27年）4月 - ローンプラザ支店が宗麟館へ移転。
- 2018年（平成30年）3月20日 - リニューアルオープン。

## 建築概要
- 所在地： 大分県大分市府内町2-2-1
- 構造： RC造2階建
- 建築面積：775m2
- 竣工：大正2年（1913年）
- 文化財指定
  - 登録有形文化財（平成8年（1996年）12月20日登録）
- 受賞
  - 1993年（平成5年）2月 - 活き粋大分まちづくり活性化特別賞（大分市）[5]
  - 1993年（平成5年）4月- BELCA賞 ベストリフォーム賞（公益社団法人ロングライフビル推進協会）
  - 1993年（平成5年）9月 - 日経ニューオフィス賞（財団法人ニューオフィス推進協議会）
  - 1994年（平成6年）10月 - グッドデザイン施設部門賞（財団法人日本産業デザイン振興会）
  - 1995年（平成7年）2月 - 第1回大分市建築大賞（大分市）